# Gustav Crüsemann
Gustav Crüsemann (* 1803 in Berlin; † 13. Juli 1870 ebenda) war ein deutscher Theaterschauspieler.

## Leben
Crüsemann macht seine ersten theatralischen Versuche am Liebhabertheater „Urania“. Nachdem er sich durch mehrjährige Übung für seinen künstlerischen Beruf vorbereitet hatte, betrat er 1821 die königliche Hofbühne als „Langers“ in dem Lustspiel „Welcher ist der Bräutigam?“ und als „Julius Seltig“ im „Vogelschießen“, gefiel, und wurde engagiert. Seit jener Zeit gehörte er diesem Institute an und ist für dasselbe unausgesetzt tätig gewesen.
Als er in vorgerückten Jahren das jugendliche Fach aufgeben musste, stellte es sich heraus, dass er für ältere Rollen weniger geeignet war. Der Künstler wurde darum 1856 pensioniert.
Er war mit der königlich-preußischen Hofschauspielerin Katharina Margaretha Ursula Lanz (1808–1885) verheiratet. Sie war eine Nichte der Sängerin Margarete Luise Schick.